# Julius Mammelsdorf
Julius Mammelsdorf (* 29. April 1838 in Mannheim, Baden; † 9. März 1902 in Mannheim) war ein Mannheimer Kaufmann und Sammler.

## Leben
Nach dem Besuch der Realschule in Mannheim und einer Handelslehre war Mammelsdorf zunächst in Prag und in St. Petersburg in der Firma von Heinrich Schliemann tätig. Er erwarb sich ein Vermögen bei Spekulationen im Zusammenhang mit dem amerikanischen Bürgerkrieg.
In Paris wurde er Mitglied der Bank Comptoir National d’Escompte de Paris, einer Vorläuferinstitution der heutigen BNP Paribas. Diese vertrat er in Saigon, in Hongkong und zuletzt in Yokohama. Aufgrund des Deutsch-Französischen Kriegs musste er die Bank Comptoir National d’Escompte verlassen und fand schließlich Anstellung bei der Deutschen Bank, deren Filiale in Yokohama er kurzfristig leitete.
Zuletzt saß er in Mexiko von 1882 bis 1885 im Leitungsgremium der Banco Nacional Mexicano.
Mit seinem großen Vermögen konnte er zahlreiche Bücher und Kunstgegenstände erwerben. Seine umfangreiche Büchersammlung mit für die Geschichte und Kultur Mexikos relevanten Titeln, die er während seines Aufenthalts vor Ort von Klöstern kaufte, ist heute Teil der historischen Sammlungen der Universitätsbibliothek Mannheim.
Mammelsdorf starb unverheiratet. Sein Grab befindet sich auf dem jüdischen Friedhof in Mannheim.
An der Universität Mannheim ist das Julius-Mammelsdorf-Institut für praktische Kulturarbeit (JMI) nach ihm benannt.